# Carissa Etienne
Carissa Faustina Etienne (Britse Benedenwindse Eilanden, 2 november 1952 – Maryland, 1 december 2023) was een deskundige op het gebied van volksgezondheid uit Dominica. Ze stond aan het hoofd van de Pan-Amerikaanse Gezondheidsorganisatie (PAHO). 

## Biografie
Etienne was afgestudeerd in geneeskunde en chirurgie aan de University of the West Indies in Jamaica. Ze had een mastergraad in gemeenschapsgezondheidszorg (community health) behaald aan de London School of Hygiene & Tropical Medicine. 
Ze begon haar loopbaan in een staffunctie aan het Princess Margaret Hospital in Dominica. Vervolgens werkte ze voor het ministerie van Volksgezondheid als hoofd eerstelijnsgezondheidszorg, rampencoördinator en nationaal epidemioloog. Ook coördineerde ze het nationale programma tegen aids. 
Van 2003 tot 2008 was ze adjunct-directeur voor de PAHO. Aansluitend was ze tot 2012 adjunct-directeur-generaal voor de Wereldgezondheidsorganisatie (WHO) waar ze de verantwoordelijkheid had over de gezondheidssystemen en -diensten. In september 2012 werd ze door de lidstaten verkozen tot directeur van PAHO en in 2017 werd ze hier herkozen voor een nieuwe termijn van vijf jaar. Daarnaast was ze erevoorzitter van de American Public Health Association.
Etienne overleed op 1 december 2023 op 71-jarige leeftijd.
- Gemeinsame Normdatei: 1050973062
- Library of Congress Control Number: no2022154599
- Virtual International Authority File: 308220739
- WorldCat: E39PBJkp86DpwmMpd7H6wKJxDq